# Astrurus ornatus
Astrurus ornatus är en kräftdjursart som beskrevs av Ernst Vanhöffen 1914. Astrurus ornatus ingår i släktet Astrurus och familjen Munnidae. Inga underarter finns listade i Catalogue of Life.